# 周雲翥
周雲翥，原名禮，順天府涿州（今屬河北省）人。清朝政治人物，同進士出身。

## 生平
周雲翥原名禮，道光十四年（1834年）考中甲午科舉人，道光二十七年（1847年）中式張之萬榜三甲四十五名進士，與沈桂芬、李鴻章、沈葆楨等同年。官至山西同知（副知府）。